# Mario Verstraete
Mario Nicolas Verstraete (december 1962 – Gent, 30 september 2002) was een Belgische activist voor menswaardig sterven en de eerste die gebruikmaakte van de Belgische euthanasiewetgeving. Hij leed zelf aan multiple sclerose.

## Biografie
Hij was lid van de Socialistische Partij en werd later kabinetsmedewerker op het ministerie van Financiën. Later begon Verstraete te werken voor Stad Gent. Hij was tevens tot net voor zijn dood voorzitter van de Vlaamse Filmcommissie.
Op 3 juli 1993 kreeg hij de boodschap dat hij multiple sclerose had. Vanaf dan zette hij zich in als activist voor waardig sterven. 
Hierdoor werd hij gehoord door de senaatscommissie die de Belgische euthanasiewet voorbereidde. Die werd goedgekeurd op 28 mei 2002 en trad in werking op 23 september 2002. Zeven dagen later paste Verstraete deze wet toe. Hiermee was hij de eerste persoon die gebruikmaakte van de Belgische euthanasiewetgeving.
Gedurende zijn ziekte luisterde hij vaker naar klassieke muziek en leerde ervan genieten. Het speelde een grote rol in de verwerking van zijn lot. Ook in de film die op zijn levensverhaal gebaseerd is, Tot Altijd, komt dit naar voren.

## Trivia
- Mario Nicolas Verstraete was een vriend van Tom Balthazar, de broer van Nic Balthazar die de regisseur was van de film Tot Altijd.